# Samir de los Caños
Samir de los Caños – gmina w Hiszpanii, w prowincji Zamora, w Kastylii i León, o powierzchni 36,58 km². W 2011 roku gmina liczyła 205 mieszkańców.